# Aérodrome de Nacala
L'aérodrome de Nacala (code IATA : MNC • code OACI : FQNC) est un aéroport près de Nacala, dans la province de Nampula au Mozambique.

## Situation
| Île Bazaruto Beira Chimoio Inhambane Lichinga Nacala Nampula Pemba Quélimane Tete-Chingozi Vilanculos Maputo |

## Compagnies aériennes et destinations
| Compagnies              | Destinations |
| ----------------------- | ------------ |
| LAM Mozambique Airlines | Maputo       |

Actualisé le 4/11/2023